# Цивилна одбрана
Цивилна одбрана (Систем цивилне одбране; скр. СЦО) дефинисана у оквиру међународног права представља нужно спровођење одређених хуманитарних задатака чији је циљ да се заштити цивилно становништво, да се омогући да се оно опорави од непредвидивих дејстава рата, непријатељства или катастрофа и да му обезбеди неопходне услове за опстанак. У савременим условима, цивилна одбрана се такође дефинише и као "свеукупност превентивних и спасилачких акција, чији је циљ отклањање последица разарања у областима (рејонима) ратних операција и смањење губитака цивилног становништва, који се углавном јављају као последица ваздушних напада на територију зараћених држава. Осим тога цивилна одбрана је одговорна за организацију и извођење ефикасних акција спасавања за време елементарних непогода и катастрофа у време мира."
Најобухватнија дефиниција која би се могла извести из свих приступа цивилној одбрани јесте да је она "део одбрамбено—заштитног система земље који представља облик цивилног организовања државе и друштва, који претпоставља максимално ангажовање свих потенцијала цивилног сектора друштва у циљу заштите, одбране и спасавања становништва, материјалних и културних добара, привреде, органа власти и екосистема од свих катастрофичних угрожавања у миру и рату, и стварање што повољнијих услова за заштиту и одбрану и за не-оружано супротстављање нападачу (агресору у рату)."
Општеприхваћено је данас да је цивилна одбрана неопходни део безбедносне политике државе, да је део свеобухватне и флексибилне безбедносне сарадње, а да је изван националних граница заснована на билатералној и мултилатералној сарадњу како би се инструменти цивилне одбране могли користити широм света. Овај систем мора да функционише на свим нивоима друштва, од нивоа локалне самоуправе па све до републичког нивоа. Такође, овај систем јесте устројен тако да највиши државни органи доносе свеобухватну нормативно-правну регулативу која се потом спроводи на нижим нивоима друштвене организованости. Наравно, један од кључних фактора за успешност система цивилне одбране јесте и цивилно-војна сарадња.

## Цивилна одбрана и цивилна заштита
У светској литератури, појмови цивилне одбране и цивилне заштите се користе као синоними, којима би се обухватила иста група послова. Међутим, иако јако слични, ти појмови нису исти. Цивилна одбрана је пре свега, суштински по природи делатности које обухвата, шири концепт од цивилне заштите. Наиме, као што је већ написано цивилна одбрана је део одбрамбено—заштитног система земље који представља облик цивилног организовања државе и друштва са главним циљем заштите и одбране становништва, док цивилна заштита представља основу система заштите и спасавања људи, материјалних, културних и других добара и животне средине, али и отклањање насталих последица. Цивилна заштита као таква произашла је из ефекта који елементарне непогоде, природне, техничко-технолошке и друге катастрофе или ратна разарања имају или могу имати на становништво, материјална и културна добра као и животну средину.
Дакле на основу ове кратке дефиниције цивилне заштите види се да она иако има сличан задатак као и цивилна одбрана, ипак преузима на себе и једну другу јако битну функцију, а то је октлањање насталих последица након ратних дејстава или елементарних непогода и природних или других катастрофа. Цивилна заштита је због тога начелно везана за мирнодопски период, те и сама као таква бива припремана у мирнодопским условима. Ово наравно не искључује коришћење и током ратних дејстава.
Када би требало повући паралелу и извући разлику између појмова цивилне одбране и цивилне заштите, међу тим разликама налазило би се најпре то да су основни задаци ових области деловања различити. То значи да је цивилна одбрана најпре везана за одбрамбену функцију државе и као таква односи се на брањење цивила током ратних дејстава или елементарних и других непогода. Цивилна заштита са друге стране има функцију заштите цивила, кроз друге механизме деловања, али и помоћ цивилима у отклањању штетних последица ратних дејстава или елементарних и других непогода. Једна од битних разлика између ових појмова и делатности које они обухватају јесте и чињеница да цивилна заштита у суштини не познаје границе, па је тако Међународним хуманитарним правом успостављен и јединствени знак цивилне заштите (наранџасти круг са плавим троуглом у средини), који су сви учесници тог система дужни да носе, како би могли неометано да врше своје дужности. Ово није случај са цивилном одбраном, она је везана за појединачну државу и начин на који та држава жели да устроји тај систем.
Иако се, као што је већ споменуто, ти појмови у страној литератури користе као синоними они то нису. Питање разликовања ових појмова круцијално је како због формирања институција и других органа тако и да би се јасно одредиле надлежности. Поред тога у већини (поготово западних) држава области одбране и заштите цивила су обједињене па тако питања која се тичу те сфере раде исте институција.

## Циљеви и задаци
Када се говори о циљевима и задацима система цивилне одбране потребно је посветити им мало већу пажњу, управо зато што ти циљеви и задаци разликују цивилну одбрану од других области истраживања. Цивилна одбрана као таква, је кроз историју гледана као нужност у случају оружане агресије, међутим у данашњем свету измењених безбедносних изазова, ризика и претњи и услед проширења концепта безбедности као таквог дошло је и до промене схватања цивилне одбране.
Крајем осамдесетих година 20. века и кулминацијом догађаја као што су пад Берлинског зида 1989. године и распад Совјетског Савеза, концепт безбедности прелази из стриктно војне сфере у друге сфере, те долази до развоја секторске анализе безбедности. У складу са тиме, увидело се да је потребно мењати и неке ствари у концепту цивилне одбране. Једна од првих ствари која се променила била је управо оријентација циљева. Наиме од тада је дошло до промоције два сасвим нова циља цивилне одбране:
1. јачање способности друштва да се успешно носи са озбиљним ванредним ситуацијама у време мира
2. стварање услова за употребу ресурса цивилне одбране у међународним хуманитарним задацима и задацима промоције мира.

Имајући дакле у виду да се Хладни рат завршио, те да војне претње више нису толико превалентне у пост-модерном свету, дошло је до спознаје неопходности изградње мира и стабилности у свету, али такође и да претње не морају да долазе само од спољашњег агресора, већ да могу потицати и од природе или различитих техничко-технолошких система. Те природне и техничко-технолошке катастрофе могу бити изузетно великих размера због тога се фокус, конкретно цивилне одбране, морао померити са војних претњи на решавање кризних ситуација у мирнодопским условима.
Оно што би се могло представити као главни циљеви цивилне одбране може се представити у осам ставки:
- заштита цивилног становништва у случају рата и у ванредним ситуацијама у миру
- очување виталног снабдевања становништва и оружаних снага неопходним производима у време катастрофа и рата
- обезбеђење континуираног функционисања власти и друштва у време рата и у мирнодопским кризним ситуацијама
- обезбеђење континуираног функционисања служби јавних делатности
- умањење штетних ефеката катастрофа и рата
- снижење рањивости, односно повредљивости инфраструктуре и витално важне индустрије у свим облицима претњи и угрожености
- заштиту и унапређење квалитета животне средине
- доприношење миру и безбедности у свету.[3]

Дакле, из ових осам циљева потврђује се теза да је цивилна одбрана највише везана за државу, с обзиром на то да се понајвише говори о заштити становништва, снабдевању становништва, одржавању ефективне, легитимне политичке власти на одређеној територији или делу територије, као и старању о функционисању служби јавних делатности и слично.
Циљеви се такође могу разврстати према неколико параметара који садрже себи својствене подциљеве:
- према извору угрожености и опасности:

1. допринос очувању мира
2. допринос искорењивању и неутралисању извора угрожености и опасности

- у погледу безбедности:

1. повећање отпорности људи и друштва на угрожавања и опасности
2. поништавати и одржавати безбедност људи, материјалних и културних добара, државе и друштва

- у погледу одбрамбено-заштитних припрема:

1. створити најповољније услове за заштиту од потенцијалних опасности
2. постићи максималне ефекте у савладавању испољених опасности.[6]

Задаци цивилне заштите садрже се у реализацији превентивних и оперативних мера и активности. Они су обимни и разноврсни и произилазе из процене обима могућих последица евентуалног ратног разарања и процене последица које би могле да наступе у случају елементарних непогода и техничко-технолошких катастрофа, али и других већих опасности у миру. Према времену у којем се реализују задаци цивилне одбране могу да се разврстају у две велике групе:
- задаци који се реализују у периоду припрема за одбрану и заштиту (циљ је довођење система цивилне одбране у стање организационе, стручне и функционалне припремљености за обављање сложених и значајних активности):

1. нормативноправно регулисање цивилне одбране
2. развијање укупне превентивно-заштитне способности
3. истраживање и процена угрожености
4. припрема, оспособљавање и опремање становништва за превентивну и непосредну заштиту
5. организовање, опремање и оспособљавање органа цивилне одбране и заштите
6. организовање, опремање и оспособљавање адекватног система осматрања и обавештавања
7. припремање и стварање услова за предузимање мера заштите и спасавања
8. спровођење припрема становништва и организационих структура цивилне одбране
9. планирање, усмеравање и финансирање развоја цивилне одбране
10. бављење научно-истраживачким радом у циљу даљег развоја система цивилне одбране
11. успостављање међународне сарадње

- задаци који се реализују у случају рата или елементарних непогода:

1. благовремено откривање угрожености и опасности и брзо реаговање у случају приближавања и наступања катастрофалних појава и обавештавање становништва и свих органа цивилне одбране и политичких органа
2. правовремено активирање организованих снага цивилне одбране у циљу супротстављања претњи
3. спровођење мера евакуације и склањања
4. збрињавање настрадалог и угроженог становништва
5. обезбеђење функционисања власти, привреде и јавних служби
6. спровођење здравствене и социјалне заштите и указивање прве помоћи
7. спровођење хигијенско-профилактичких мера
8. заштита воде и хране биљног и животињског порекла
9. обезбеђивање јавног реда и мира
10. спровођење различитих облика не-оружаног отпора
11. асанација угроженог простора.[3]

### Усмереност
Цивилна одбрана као таква била је првобитно замишљена као систем чији је основни задатак да заштити становништво од ваздушних напада током Другог светског рата, имајући у виду да је то био период у коме је дошло до нагле експанзије и јачања ратног ваздухопловства. Са усавршавањем бомбардера, дошло је и до све већег простора који је могао бити бомбардован у једном полету.
Са завршетком Другог светског рата, фокус се са ваздушних напада премешта на поље нуклеарних претњи Хладног рата, а потреба за заштитом од нуклеарних претњи, навела је државе да успоставе одређени систем који би био задужен само за цивилну одбрану. У том периоду цивилна одбрана се у већини земаља у Европи, како у функционалном, тако и у институционалном смислу организовала као одговор на:
1. светски политичко-војни развој проузрокован хладним ратом
2. замашан и брз развој средстава за масовно уништење.[3]

Концепција цивилне одбране, знатно се мења након турбулентних догађаја с краја осамдесетих и почетка деведесетих. Почиње да се увиђа да претње не морају бити само војног карактера, већ да могу долазити и из других области. Свим тим претњама дат је подједнак значај, а улоге цивилне одбране у рату бивају изједначени са улогама у ванредним ситуацијама у време мира.
Данас је ситуација далеко другачија, па су тако у оквиру система цивилне одбране у функционалном смислу укључени најшири аспекти заштите становништва и основних вредности друштва у свим ванредним ситуацијама, без обзира на њихово порекло.
Како су се мењали општи услови угрожавања у свету, међународни војно-политички односи и технолошка основа производње и рада уопште, дошло је и до проширивања функција и усмерености цивилне одбране. Тако је у условима данашњице цивилна одбрана усмерена у два главна правца одбране и заштите од:
- током мирнодопског стања:

1. природних непогода попут земљотреса, поплава, пожара, лавина, олуја и сл.
2. техничко-технолошких катастрофа попут акцидената на нуклеарним постројењима или експлозија у хемијским фабрикама и сл.
3. других несрећа великих размера
4. угрожености због сукоба различитих друштвених група унутар државе

- ратно стање:

1. ратних разарања
2. насилног и другог непријатељског деловања агресорске војске и његових институција
3. свих угрожености из категорије мирнодопског стања, које би се појавиле током рата.[6]

#### Улога у безбедности државе
Улога цивилне одбране у безбедности државе може се посматрати из неколико углова. Поједини аутори описују значај цивилне одбране кроз неколико аспеката. Тако Јуџин Пол Винер говори да је цивилна одбрана ту да:
- спаси животе
- убрза опоравак
- утиче на мирнодопски периоду
- утиче на вероватноћу избијања рата
- утиче на политичке вође.[8]

Спасавање живота је у овом случају прилично очигледно, комплетна намена цивилне одбране јесте да се предупреди велики губитак људства токо различитих ратних дејстава и елементарних и других непогода. Дакле, иако је начелно уско везана за одржавање политичке власти и других битних институција, укупни циљ цивилне одбране јесте превенција велике смртности у овим пошастима. Убрзавање опоравка огледа се у томе што је због своје природе цивилна одбрана устројена тако да фактички у што већој мери превенира уништење, самим тим, уколико је успешно превенирано уништење, опоравак ће бити много бржи и лакши за погођену територију или део територије. Утицај на мирнодопски период огледа се понајвише у томе да се током тог периода становништво на неки начин припрема за потенцијалне ванредне ситуације или ратна стања, на тај начин, опет се реч враћа на превенцију, јер је тај мирнодопски период и припреме у истом најбитнији управо зато што се у том периоду врше адекватне, правовремене припреме за потенцијалне пошасти које могу да погоде неки простор. Утицај на вероватноћу избијања рата је у суштини кључно питање. Овде се говори о томе да ли ће ефективно устројен систем цивилне одбране довести до тога да се смањи или повећа могућност агресије споља. Одговор на ово питање је врло логичан. Наиме, уколико је нека популација добро обучена и оспособљена да пружа отпор не-насилним методама, а у исто време уме да користи оружје та популација је у суштини прилично сигурна и вероватноће избијања рата су заправо јако ниске. Ово се огледа у принципу "непријатељу је скупље да нас нападне него да нас остави на миру". То значи да ће непријатељ у случају напада на државу која има добро устројен систем цивилне одбране имати далеко више губитака него у случају напада на државу у којој је овај систем дисфункционалан или чак непостојећи. Последња ставка јесте утицај на политичке вође и он је директно везан за утицај на вероватноћу избијања рата. Ова два утицаја су у директној корелацији. Међутим, имајући у виду да су политичке вође углавном промишљене и да неће неку државу напасти без добре процене свих фактора, ова теорија има своје недостатке. Ипак, овде се у крајњој линији говори о људским бићима код којих је јако тешко утврдити одређене детерминанте. Оно што је сигурно јесте да политичке вође које током своје владавине, успеју да успоставе ефективан систем цивилне одбране, уживаће далеко веће поверење грађана из простог разлога што се осећају сигурније и самим тим растерећеније.
Цивилна одбрана је, у контексту свих промена, доживела огромну трансформацију; делатност рада јој је повећана, а њено место у безбедносној архитектури државе постало је видљивије, док су јој одговорности значајно проширене. Она је саставни део система одбране државе и треба да представља скуп добро организованих и функционално усклађених елемената, чијим деловањем се остварују претпоставке за успешно превладавање различитих врста кризних ситуација у мирнодопским и ратним условима и обезбеђују што бољи услови за функционисање свих државних институција, посебно оних чији се делокруг рада односи на целокупно становништво.
Основна мисија цивилне одбране је да обезбеди неопходне претпоставке за уређење, опремање, планирање и стабилно функционисање одбране државе у цивилном делу система одбране, заштиту и спасавање људи и материјалних добара и олакшавање преживљавања становништва у условима природних, техничко-технолошких и других несрећа већих размера, те за подршку јединицама Војске у свим условима њеног оперативног деловања. У кризним ситуацијама, цивилна одбрана треба да испуњава задатке у складу са са кодексом међународног хуманитарног права, а посебно оне који се односе на:
- превенцију и супротстављање свим облицима угрожавања људи, материјалних добара и животне средине
- организацију и функционисање државних органа власти
- организацију и функционисање привреде
- организацију и функционисање јавних служби од посебног значаја
- заштиту и спасавање становништва и материјалних добара.

Процес интензивног развоја ратне технике и значајно измењена физиономија савременог рата, као и појава нових ризика и облика угрожавања безбедности, потврђују све израженију тенденцију пораста угрожености цивилних структура друштва. То намеће потребу да се, поред основне бриге за одговарајући развој Војске и других елемената одбране, све већа пажња мора поклањати и цивилној одбрани и унапређењу сарадње и кооперације свих субјеката система одбране.

## Историјски развој
Цивилна одбрана јесте јако занимљив феномен ако се посматра кроз призму историје. Као и свака област друштвеног делања, тако је и цивилна одбрана кренула да се развија са првим људима. Ово је посебно приметно код првих људи који су пећине и друге сличне објекте користили као двонаменске објекте (за живот, али и као склониште од различитих непогода). У овом стадијуму еволуције друштва, одбрана и заштита се базирају на примитивним методама склањања или премештања из једног станишта у друго.
Како је људско друштво постајало развијеније, тако је и улога цивилне заштите кренула да се развија. Тако је са Сумерском, Староегипатском и другим цивилизацијама почело да се размишља о потенцијалним начинима како да се неборци сачувају и поштеде страхота рата. Први покушаји тога били су управо да се око густо насељених места гради некакав облик ограде, зида или бедема који је имао за циљ да људе који су унутар њега заштити што је могуће више. Заправо, гледајући уопште на концепт града као таквог, намеће се закључак да је и сама идеја која је стајала иза формирања градова била та да се људима обезбеди заклон. Ови начини утврђивања градова и обезбеђивања основне заштите становницима унутар зидина био је управо механизам преко кога су владари начелно и добијали и одржавали легитимитет.
Све до 14. века и доношења барута у Европу, зидине градова могле су да пруже јако ефективан облик одбране за цивилно становништво унутар њих. Описујући средњовековну Европу, поједини аутори истичу да се сваки град ограђивао прстенастим зидинама, те да су само до 1300. године одбрамбене способности биле далеко супериорније у односу на нападачке способности и да су те зидине могли да пробију само специфични облици опсадног наоружања. Са развојем нових облика наоружања током касног 15. века, градови су постали много рањивији, чак до мере да су зидине постале бесмислено трошење новца јер су се врло лако пробијале и рушиле. Самим тим, цивилно становништво унутар зидина није више било толико заштићено, односно било је далеко рањивије него раније.
Од 15. до 20. века долази до све већег развоја технологије, у складу са тиме разорна моћ оружја достиже до тада не познате границе. Са друге стране и даље је потребно заштитити и одбранити становништво захваћено ратом, а које не учествује у борбеним дејствима. Са формирањем националних држава, након Француске револуције, долази до промене провајдера безбедности, па тако главни провајдер безбедности постаје национална држава. Међутим, чак и тада цивилна одбрана и даље није у функцији те националне државе иако је она преузела обавезу да грађани у њој буду безбедни. Ово ће се десити тек у 20. веку.
Ово је био век експоненцијалног напретка технологије, али и бурних збивања (два светска рата, велике елементарне и техничко-технолошке несреће, појава епидемија угашених и нових непознатих болести итд). Поред тога ово је био и век у коме је "народна одбрана" била заправо заиста проблематизована и то зато што се учешће не-бораца у ратним сукобима повећао драстично и то на два начина. Прво, ратови 20. века су често укључивали често укључивање у ратну економију. Друго, са развојем "рата на дистанцу" који укључује масовно и недискриминишуће уништење, цивилно становништво је често било изложено најбруталнијим ефектима рата. Током овог века могу се идентификовати четири периода развоја:
1. период класичног схватања одбране и заштите у конвенционалном рату (1905—1935)
2. период формирања цивилне заштите као компоненте војне одбране (1936—1955)
3. период радикалних промена концепције одбране и заштите у условима нуклеарног рата (1956—1980)
4. период изградње нове концепције одбране, којом су посебно дефинисане војна и цивилна одбрана са заштитом животне средине (1980—1995).[11]

Хобсовска идеја о облигацији политичке власти једне државе да пружи безбедност својим грађанима има изузетно велике импликације на данашњу праксу цивилне одбране. На најочигледнијем нивоу она сугерише да је одговорност одбране цивила у случају напада задужена држава, а не индивидуе. Цивилна одбрана као покушај државе да настави пружање "народне одбране" је и даље перципирано и као циљ и као одговорност сваке државе. Управо ова хобсовска идеја је утицала на то да државе озбиљно почну са формирањем и развојем институција које би се бавиле цивилном одбраном.
Формирање и развој институција у директној је корелацији са догађајима који су се одвијали током четири периода развоја цивилне одбране.
Период класичног схватања одбране и заштите у конвенционалном рату био је обележен Првим светским ратом, и дешавањима који су се у њему одвили. Карактеристично за овај период јесте то да је главни вид угрожавања државе, становништва, материјалних, културних и духовних добара тада био конвенционални рат. Овај период је био обележен сударом војних сила на великим фронтовима класичним оружјем и оруђем. Рат је одликован класичним рововским начином ратовања, који познаје две групе актера. Са једне стране укопани у ров стајали су војници који су водили дефанзивни облик оружане борбе, са друге стране налазила се противничка војна сила која је у зависности од свог технолошког стања и стања борбене способности јуришала у циљу да противника избаци из ровова и тиме помери линију фронта у своју корист (ово се такође назива и офанзивни облик вођења оружане борбе). Угрожене категорије: становништво, материјална и друга добра, углавном су били поштеђени у смислу губитака и претрпљене штете у овом рату.
 Током овог периода вођења ратова, безбедност државе, народа те државе и њихове имовине, заснивала се на добро обученој, опремљеној и способној војсци која се старала о одбрани од напада споља. Судар војних сила, њиховог морала, технике и способности у највећој мери детерминисао је исход рата (победу или пораз). За браниоца, победа је била успешну одбрану државе, народа, материјалних и других добара, док је за нападача победа била освајање туђе територије и имовине, успостављање окупационе власти и режима у окупираној држави или анексија дела или целе територије. Иако је ова концепција важила до Првог светског рата и већим делом током Првог светског рата, Велики рат је ипак донео неке новине у начину вођења ратова. Прва од тих новина јесте била употреба авијације, појава далекометне артиљерије, тенкова и бојни отрови као оружје. Употреба овог новог, до тада непознатог елемента у ратовање, у значајној мери је угрозила све што се налазило иза линије фронта. Рушилачка моћ је више пута повећана, угроженост цивилног становништва избила је у први план, а ратна дејства су вођена истовремено на више фронтова.
Појава квалитативно нових ратних опасности, натерала је државе да своју концепцију одбране и заштите промене и адаптирају према новонасталим условима. Тако су државе учеснице Првог светског рата први пут у своје системе одбране увели новине у виду противваздушне одбрану и противавионску заштиту (ПВО и ПАЗ) у оквиру које је била противхемијска заштита (ПХЗ). У оквиру војних снага, формиране су јединице ПВО и хемијске јединице, а код цивилног становништва отпочета је обука за заштиту од напада из ваздушног простора и ПХЗ. Ово је наравно захтевало и одговарајућу опрему и средства (ново оружје у војсци, изградњу склоништа за команде и становништво, опремање гас маскама, увођење и опремање јединица за дегазацију и указивање прве помоћи отрованим). У периоду између два светска рата, а услед развоја технологије интензивно се радило на развоју концепта одбране и заштите. Од цивилног становништва формиране су прве јединице цивилне заштите, дошло је до масовне изградње склоништа, а становништво је обучавано за одбрану и заштиту, осматрање и узбуњивање и друге активности од значаја за цивилну одбрану. Овим поступцима цивилно становништво је припремано за активно не борбено дејство у заштити људи, материјалних и других добара током ратних сукоба и разарања.

Период формирања цивилне заштите као компоненте војне одбране означава период који је био обележен још увек општом опасношћу од ратних разарања по становништво, слободу, територијални интегритет, безбедност и развој сваке државе. У складу са тиме, скоро све државе су се припремале и развијале снажан и ефикасан систем одбране. Након велики промена у Европи између два рата, дошло је и до Другог светског рата, до тада највећег рата у историји човечанства. Овај рат, био је обележен новом, напредном авијацијом и моторизовано-оклопном техником, која је нацистичкој Немачкој омогућила блицкриг и заузимање више од половине Европе у изузетно кратком временском периоду, као и велике успехе у Африци и Азији. Сам рат, завршен је употребом новог оружја са огромним капацитетом уништења — атомском бомбом.
 Земље које су учествовале у рату, поготово Велика Британија, предузимале су, како активну, тако и пасивну одбрану, ради заштите цивилног становништва. Цивилно становништво, које није било мобилисано и послато на ратиште извршавало је задатке који су се кретали од обавештавања и узбуњивања, преко замрачивања градова и маскирања виталних објеката све до извлачења повређених из рушевина и збрињавања повређених и оболелих. Поред тога што је био највећи рат икада вођен до тада, ово је био и први рат у историји човечанства који је видео скоро подједнак бројчани однос цивилних и војних жртава (24:26 милиона жртава). Фактори који овај рат чине још разорнијим јесу и тотално уништење инфраструктуре нападнутих држава, страдање привреде и објеката становања. У складу са тиме, дошло се до конклузије да је све државе треба да се определе за концепт тоталне одбране и заштите у којем доминантно место мора имати и систем цивилне одбране. Појава и развој нуклеарног оружја као главног метода одвраћања напада и претње коју оно представља, значајно су утицале на формирање нове концепције система и доктрине одбране јер је угроженост постала свеобухватна. Трка у наоружању, усавршавање конвенционалне војне технологије и константни страх од употребе нуклеарног оружја била су главна обележја овог периода. Комплетна кулминација догађаја је 1949. године резултирала у томе да се донесе прва Женевска конвенција, која је имала задатак да пружи правне основе за организовање и функционисање цивилне одбране. Пред крај овог периода, дошло је до још једног великог рата чије се последице и данас осете, у питању је Корејски рат који је за само три године трајања на Корејском полуострву видео око 6 милиона жртава, од којих су 5 милиона били цивили. Овај рат видео је језиву количину насиља над цивилима, силовања и других злочина учињених од свих страна сукоба. Последњи рат који почиње на самом крају овог периода и наставља се у следећем периоду јесте Вијетнамски рат (Други индокинески рат).
| Преглед односа броја војних и цивилних жртава у највећим сукобима 20. века | Преглед односа броја војних и цивилних жртава у највећим сукобима 20. века | Преглед односа броја војних и цивилних жртава у највећим сукобима 20. века |
| Сукоб                                                                      | Број војних/цивилних жртава                                                | Однос жртава                                                               |
| -------------------------------------------------------------------------- | -------------------------------------------------------------------------- | -------------------------------------------------------------------------- |
| Први светски рат                                                           | 10.000.000/500.000                                                         | 20:1                                                                       |
| Други светски рат                                                          | 26.000.000/24.000.000                                                      | 1:1                                                                        |
| Корејски рат                                                               | 1.000.000/5.000.000                                                        | 1:5                                                                        |
| Вијетнамски рат                                                            | 150.000/3.000.000                                                          | 1:20                                                                       |

Период радикалних промена концепције одбране и заштите у условима нуклеарног рата обележен је пре свега Вијетнамским ратом, који је трајао скоро до краја овог периода и који је био један од најбруталнијих ратова у савременој светској историји са око 3 милиона цивилних жртава. Током овог периода остатак света, видео је изузетно висок напредак у сфери економије, технологије као и у другим пољима развоја попут нуклеарној, хемијској и рачунарској техници. Поред напретка на свим овим пољима, постојала је константна претња од избијања трећег светског рата услед све затегнутијих односа САД и Совјетског Савеза. На овакав рат биле су спремне само нуклеарне силе, односно државе које су овладале нуклеарним и термонуклеарним оружјем као и оне које су усавршиле све видове војске и усвојиле нове стратегије офанзивног нуклеарног рата ван сопствене територије. Управо тензије између два идеолошки различита блока НАТО-а и Варшавског пакта, довеле су до избијања и Корејског и Вијетнамског рата. У овом периоду цивилна одбрана и заштита добиле су стратешки значај за заштиту цивилног становништва и материјалних и других добара у рату. Поред тога, цивилна одбрана је почела да поприма обележја која данас има. У складу са допунама Женевској конвенцији 1977. године све државе које су је ратификовале кренуле су студиозно да проучавају цивилну одбрану и отпочеле су процес професионализације овог облика одбране државе. Кључна разлика између цивилне одбране данас и цивилне одбране током Хладног рата била је та што је овај сегмент одбране тада још увек био под контролом војске неке државе, а та војска је имала задатак да иде на ратиште, односно да води рат и преживи га. Стога је ово било превише оптерећења за војне капацитете чак и највећих војних сила тог времена. Други проблем који се такође јавио јесте и гледање на цивилну одбрану као на искључиво употребљиву током војних сукоба, као подршка традиционалним војним снагама. Услед тога, они који су обучавали становништво за задатке цивилне одбране били су углавном војне старешине или пензионисани подофицири. 
Период изградње нове концепције одбране директно се наставио на претходни период и огледају га знатно измењене претње по државу, њено становништво и добра. Ово је период пред крај Хладног рата, те је фокус држава Западне Европе углавном почео да се окреће ка другим облицима претњи и ризика које долазе из природе или од техничко-технолошких система.
Последњи период јесте период од 1995. године до данас, који се огледа широким низом савремених ризика који и те како потврђују потребу за развијеним системом цивилне одбране. Веома битна карактеристика савремених ризика јесте њихова глобалност. Савремени ризици не познају границе, друштвене и националне специфичности. Индиферентност на такво стање, доводи до пораста броја, величине и интензитета постојећих и настанка нових опасности. Савремена друштва су тржишно оријентисана. Под окриљем стварања и освајања нових тржишта, престају да важе правила поштовања права других. Смањује се хармонија између нација и народа, а повећавају се разлике. Настају ризична друштва, јер генерисање добрих идеја са собом носи скривене опасности. У највећем броју случајева друштва се са њима срећу тек кад осете последице. Неједнака расподела друштвених добара, ствара огромне зоне несигурности и услове за генерисање ризика. Најезда друштвених неједнакости води ка повећању броја сукоба. Чињеница је да у сваком сукобу страдају више цивили него војници. Оправдање је лако пронаћи, ако се има у виду да војне формације штите пре свега себе, а онда, посредно и цивиле, у зони свога деловања. И у времену сукоба цивилно становништво остаје код својих домова, бави се својим пословима, тргује, итд. Све те активности доводе до изложености дејствима војних формација, или чак и оних које нису војне а имају средства за уништавање. Савремено друштво кроз развој технологије, медијализацију, осипање ауторитета државе, глобализацију доприноси генерисању видљивих и невидљивих ризика. Потреба за развојем свеобухватних програма помоћи и спасавања становништва у кризним ситуацијама се налази управо у чињеници, да у окружењу има опасности којих нисмо ни свесни. Опасности се не своде увек, на војну компоненту, односно рат. Цивилне власти су имаоци инструмената развоја друштва. Њихова заинтересованост, знање и интереси су кључни елементи за развој програма помоћи и спасавања цивилног становништва. Умеће идентификације, праћења и процењивања савремених ризика је од кључног значаја за предвиђање и/или реаговање на опасности савременог доба.

## Међународни оквири сарадње
Важан момент у хуманизацији рата и његових последица представља 1863. година, када је дошло до образовања Међународног комитета Црвеног крста у Женеви, у чему је огромну улогу имао и Швајцарац Жан-Анри Динан. Посебан значај у дефинисању положаја цивилне заштите представљају Женевске конвенције. Прва од њих, која је донета 22. августа 1864. године, ревидирана 1906, 1929, и 1949. године.
У условима свеобухватног угрожавања цивила, приступило се међународноправним забранама напада на становништво. У допунским протоколима уз Женевску конвенцију (1977) наглашава се хуманитарни карактер цивилне заштите као услов да би се она имала међународноправну заштиту. Цивилна заштита се у функционалном смислу дефинише као обављање хуманитарних активности ради заштите становништва од опасности и ради помоћи у савладавању непосредних опасности, непријатељства или несреће, као и обезбеђења потребних услова за преживљавање. У одредбама протокола утврђују се циљеви и задаци те хуманитарне организације и примена међународноправне заштите у тој области. У организационом смислу, одређује се садржај опште заштите организација цивилне заштите, њиховог особља, осталих цивила ангажованих на обављању задатка цивилне заштите, као и зграда, материјала, склоништа и предмета који се користе за цивилну заштиту.

### Цивилна заштита у Европској унији
Механизам Европске уније за цивилну заштиту основан је Одлуком Савета ЕУ 23. октобра 2001. Постојећи правни оквир за политику цивилне заштите постављен је Лисабонским уговором из 2007. године. Одлуком Савета ЕУ 1313/2013 од 17. децембра 2013. године о механизму цивилне заштите утврђени су циљеви, надлежности и процедуре.
Механизам Европске уније за цивилну заштиту успостављен је како би се помогло државама чланицама да избегну природне катастрофе и катастрофе проузроковане људским факторима, припреме се за хитне случајеве и прикупе средства која ће бити на располагању погођеним државама. Главни циљ је јачање приправности у случајевима катастрофа и међусобне сарадње држава чланица у овој области. У механизам цивилне заштите укључене су све чланице Европске уније, Исланд, Црна Гора и Норвешка. Бивша Југословенска Република Македонија је у поступку обнављања чланства, док Турска и Србија 2015. године потписале споразуме о учешћу у механизму.
Механизам цивилне заштите је у надлежности Европске комисије, тј. њеног Генералног директората за хуманитарну помоћ и цивилну заштиту. У оквиру овог директората, главно тело за управљање механизмом цивилне заштите је Координациони центар за реаговање у ванредним ситуацијама (енг: Emergency Response Coordination Centre). Када држава погођена катастрофом затражи помоћ, координациони центар обавештава све државе учеснице у механизму цивилне заштите о специфичним потребама тих државе. Државе учеснице затим нуде своје стручњаке и помоћ на терену (службе за потрагу и спасавање, лекаре, јединице за пречишћавање воде итд.). Центар помаже при координацији одговора држава тако што повезује захтеве са понуђеном помоћи, олакшава и често суфинансира превоз помоћи те према потреби шаље на терен службе за праћење стања.
Европски парламент и Савет ЕУ, у складу са редовним законодавним поступком, утврђује мере потребне за остваривање циљева механизма цивилне заштите, при чему је искључено свако усклађивање закона и других прописа држава чланица.

### Цивилна одбрана у савременим стратегијским концептима
Одбрамбено-заштитна функција, да би била успешна, мора се остваривати промишљено, на основу добро разрађене и јасно формулисане концепције. Може се рећи да данас нема ниједне земље у свету која није утврдила своју концепцију одбране. Аутори одбрамбених концепција морају добро познавати све релевантне чиниоце и њихов утицај на безбедност, одбрану, заштиту како би у својим конкретним условима дали најбоље одговоре на сва питања и захтеве савремене одбране и безбедности.
Актуелне одбрамбене концепције могу се поделити на следеће:
1. Концепција државне одбране заснива се на схватању да је држава носилац свих одбрамбених функција, да она мора бити организована и оспособљена за њихово спровођење и да у свим условима мора успешно одбранити земљу од сваког агресора. Главни извршилац одбране по овој концепцији је јака војска.
2. Концепција превентивне одбране развија такве војне потенцијале који не само што су у стању да одбране земљу у случају агресије, него и да узврате разорни ударац и пренесу рат на територију нападача.
3. Концепција одвраћања - детерентна одбрана је усмерена на стварање таквог система одбране који својом снагом и способношћу у стању одвратити агресора од агресије, јер у случају напада не би остварио жељени циљ.
4. Концепција свеобухватне одбране подразумева потпуну организацију државе и друштва за одбрану, с тим да се цивилне структуре и становништво укључују само онолико колико се и када се то оцени потребним.
5. Концепција народне одбране и народног рата предвиђа јаку државно одбрамбену организацију (јака војна одбрана) и масовно учествовање становништва у рату.
6. Концепција тоталне одбране заснива се на потпуном одбрамбено-заштитном организовању, оспособљавању и деловању државе, свих структура друштва и грађана у организацији и под надзором државе, али уз могућност самозаштитног организовања грађана.

Постојеће концепције представљају полазну основу за изградњу одговарајућих система одбране и заштите и одбрамбено-заштитну праксу. Зато је њихово дубље изучавање услов за потпуније разумевање одбрамбено-заштитних система и остваривање одбране и заштите у савременом рату.

### Цивилна одбрана у савременим одбрамбено-заштитним системима
Главни чланак: Стратешки концепт одбране и одбрамбени заштитни системи
Одбрамбено-заштитни системи одговарају утврђеним концепцијама и организацији политичког система земаља које их стварају. Под одбрамбено-заштитним системом подразумева се, на службеној концепцији заснован, облик организовања државе и друштва за остваривање одбрамбено-заштитне функције. Из тога произилази да свакој концепцији и свакој земљи одговара сасвим одређени одбрамбени систем.
Основне заједничке карактеристике свих одбрамбених система су:
- Сви одбрамбени системи организовани су тако да могу вршити заштиту и одбрану од оружане агресије, других насилних глобалних угрожавања, техничко-технолошких и природних катастрофа.
- Састоје се углавном од војне, цивилне и привредне одбране.
- Најизграђенији део свих одбрамбених система су оружане снаге (војна одбрана) које у себи садрже оперативну и територијалну компоненту, а састоје се од три вида војске: копнене војске, ваздухопловства и морнарице.[19]
- Систем цивилне одбране у неким земљама поистовећен је са цивилном заштитом и саставни је део сваког савременог одбрамбеног система. Његов основни задатак је заштита, одбрана и спасавање становништва, материјалних и културних добара од ратних разарања и елементарних непогода, укључујући и техничко-технолошке катастрофе.
- Систем одбране све се више повезује са системима заштите. То повезивање остварује се управо у оквиру и преко система цивилне одбране.
- Сви одбрамбени системи чврсто су ослоњени на државу и њену вертикалну организацију, а имају одговарајућа професионално-стручна језгра, као основу око које се формира целокупна одбрамбена организација.[3]

Анализирајући положај система цивилне одбране у системима одбране и заштите, уочава се његова организациона, а још више функционална повезаност с осталим одбрамбено-заштитним подсистемима, посебно с оружаним снагама и полицијом.

## Конструкција савремених система цивилне одбране
Гледајући историјски развој концепта цивилне одбране, лако је уочљиво да се он доста променио од својих зачетака с почетка 20. века. Уочено је да се проблеми безбедности држава гледано у проширеном и продубљеном концепту не могу решавати искључиво војном силом, те да је неопходно ангажовати укупни потенцијал државе и друштва. Већина светских држава, поготово развијених, има добро установљен и ефикасан систем цивилне одбране, који је оспособљен за брзо реаговање на ванредне ситуације или потенцијалне ратне сукобе.

### Структура
Системи цивилне одбране, по свом саставу, структури и организацији, спадају у групу сложених система. Они су утолико сложенији уколико су организовани за обављање већег броја функција. Међутим на њихову сложеност утичу и многи други фактори, као што су:
- сложеност државне организације
- величина земље
- војно-политички положај
- врсте, интензитет и учесталост катастрофичних појава
- развијеност науке о одбрани и заштити.[3]

Без обзира на ове факторе, сваки систем цивилне одбране када се доведе до своје максималне развијености, неопходно је да има следеће елементе (подсистеме):
1. цивилну заштиту
2. систем осматрања и обавештавања
3. Савез цивилне одбране
4. добровољне струковне организације заштите, помоћи и спасавања
5. масовне добровољачке организације
6. предузећа и друге организације и институције које се баве одређеним садржајем цивилне одбране и заштите
7. систем противградне одбране
8. систем образовања за цивилну одбрану
9. војне снаге у функцији цивилне одбране
10. произвођача опреме и средстава за цивилну одбрану.[3]

#### Организација
Системи цивилне одбране могу бити најразличитије устројени. У државама у којима постоји јасна опредељеност за цивилну одбрану, систем је организован тако да осигура јединство система цивилне одбране на свим нивоима државне организације. Са друге стране уколико се говори о државама које о цивилној одбрани говоре у неким општим терминима који подразумевају све што је ван војне сфере одбране, онда се говори о државама које немају јединствен и целовит систем цивилне одбране, те се тај систем своди у потпуности на цивилну заштиту. Највећи број делова система цивилне одбране има одређену вертикалну и хоризонталну организацију која се односи на комплетан систем који је предмет бриге највиших државних органа. Поред тога, у њему постоје и посебни органи, задужени за његову изградњу и употребу. Ти органи су:
- руководећи
- саветодавни
- оперативно-стручни.[3]

#### Органи
Прва група органа јесу руководећи органи. У ту групу органа спадају Министарства унутрашњих послова или Министарства одбране и посебна тела у њиховом саставу или изван њих. Ипак, у највећем броју европских земаља, цивилна одбрана је у надлежности МУП-а. Током 20. века, ова област друштвеног делања била је у надлежности Министарства одбране у земљама комунистичког/социјалистичког друштвеног уређења. Са друге стране постоје примери где је област цивилне одбране подељена између МУП-а и Министарства одбране, а цивилна заштита као таква, добила је сопствено министарство. Без обзира на специфичности у организацији, оно што је заједничко јесте да у оквиру свих ових министарстава, постоје посебни органи за руковођење цивилном одбраном и обављање одговарајућих управних и стручних послова. То су углавном генералне дирекције, генерални секретаријати или федерални уреди. На челу ових органа су директори у статуси и овлашћењима помоћника министра. Генералне дирекције и секретаријати су подељени на више поддирекција, односно управа, сектора или сличних органа, а у њиховом саставу су и генералне инспекције цивилне одбране. Такође, уз све ове органе делују и национални институти за проучавање цивилне одбране.
Друга група органа јесу саветодавни органи у које се убрајају разни савети и одбори који делују при парламентима, владама и министарствима са задатком да прате и разматрају проблематику цивилне одбране и да својим саветима, закључцима и препорукама утичу на политику и праксу одбране и заштите од катастрофа и других угрожавања.
Трећа група органа су оперативно-стручни органи у које обично спадају штабови цивилне одбране односно штабови цивилне заштите или други слични органи. На челу ових органа су команданти, директори или неки други слични функционери који за свој рад одговарају руководиоцима цивилне одбране.
Овакав начин организовања функционише на свим нивоима (од државног нивоа до нивоа предузећа), а по правилу је најтемељнија и најразвијенија организација у оквиру општине. У њима постоје основне станице скоро сваког дела система цивилне одбране и разни облици самозаштите и самоодбране.

#### Субјекти
У савременим државама се јасно уочава напор у очувању државе и њених грађана. Тај напор се огледа у свеобухватној и флексибилној кооперацији између војних, полицијских и цивилних структура унутар државе. На тај начин постиже се достизање максималне снаге државе кроз мобилизацију свих капацитета у случају рата или мирнодопских ванредних ситуација. Субјекти који имају значајну улогу у условима ванредних ситуација и у спречавању могућих криза и ризика за живот, здравље људи и животну средину су:
1. органи унутрашњих послова
2. војска
3. предузећа
4. инспекцијски органи
5. здравствена служба
6. јавне ветеринарске службе
7. хидрометеоролошка служба
8. пољопривредна служба
9. водопривредна служба
10. сеизмолошка служба
11. геолошка служба
12. установе социјалне заштите
13. Црвени крст
14. невладине организације и удружења грађана
15. школе.[3]

#### Развој способности субјеката
Претње безбедности у савременом свету, захтевају брзо реаговање снагама које су способне да изврше задатке заштите и спасавања у кризним ситуацијама. Сама синтагма „Заштита и спасавање”, имплицира квалитетну превенцију, брзо и планско реаговање, брзо оспособљавање основних функција заједнице и санирање штета. Постизање наведених захтева могуће је искључиво оспособљеним субјектима система и снагама заштите и спасавања које поседују способности, којима остварују постављене захтеве. Способности субјекта, се могу дефинисати као укупан капацитет субјекта да у предвиђеном времену, на одређеном простору, према дефинисаним стандардима и условима, остваре жељене оперативне ефекте комбинованим ангажовањем снага, средстава и начина извршења задатака заштите и спасавања. На способности субјекта за извршавање задатака заштите и спасавања утичу различити фактори, чија величина утицаја зависи од нивоа организовања заштите и спасавања, ресурсних ограничења, интероперабилности снага у систему кризног менаџмента, итд. Обзиром да се кризне ситуације развијају кроз неколико фаза: превенцију, припрему, реаговање и опоравак, и способности субјекта је неопходно развијати, према специфичностима, услова насталих у датим фазама. Имајући у виду, искуства у различитим кризним ситуацијама, способности се начелно могу груписати према следећем:
- у фази превенције и припреме, субјекат треба да има следеће способности:

1. способност праћења, процењивања и предвиђања ситуације;
2. способност ефикасног планирања;
3. способност раног упозорења и обавештавања;
4. способност финансирања система;
5. способност оспособљавања снага заштите и спасавања

- у фази реаговања или одговора за насталу ситуацију, треба да има следеће способности:

1. способност располагања снагама заштите и спасавања;
2. способност управљања у насталој ситуацији;
3. способност ефикасног и благовременог ангажовања снага заштите и спасавања;
4. способност извршавања задатака заштите и спасавања;

- у фази опоравка, субјекат треба да поседује следеће способности:

1. способност брзе успоставе основних функција;
2. способност санације штете.

Наведене способности, представљају портфолио могућности свих елемената система кризног менаџмента, односно степен достигнуте интероперабилности. Стуб управљања способностима у смислу, дефинисања, развоја и надградње јесте кризни штаб. Синхронизација поступака и капацитета самог кризног штаба у времену пре, за време и после кризне ситуације имплицира ефикасну и ефективну употребу снага и средстава заштите и спасавања у најопштијем смислу.

### Систематизација
Системе цивилне одбране тешко је систематизовати у неке изразито јасно дефинисане групе. Основна класификација би се могла извршити према следећим критеријумима:
- Према надлежности:

1. системи цивилне одбране у надлежности министарства унутрашњих послова
2. системи цивилне одбране у надлежности министарства одбране
3. системи цивилне одбране са релативном самосталношћу или међуресорским положајем

- Према друштвеном положају:

1. системи цивилне одбране цивилног карактера
2. системи цивилне одбране цивилно-војног карактера

- Према обухвату:

1. системи цивилне одбране тотални-свеобухватни
2. системи цивилне одбране селективног (ужег) обухвата

- Према учешћу грађана:

1. системи са добровољним учешћем грађана
2. системи са обавезним учешћем грађана
3. системи са добровољним и обавезним учешћем грађана

- Према дефинисаности организације:

1. системи са чврсто дефинисаном организацијом и строгим формацијама
2. системи са еластичном организацијом и без чврстих формација[3]

### Управљање
Под појмом управљања у систему цивилне одбране подразумевају се активности планирања, организовања, припремања и спровођења свих цивилних мера друштва које доприносе развоју и одржавању одбрамбено-заштитне способности сваког друштва, укључујући постизање и задржавање што вишег степена безбедности човека, природе и друштва, а у случају угрожености и спровођење ефикасне заштите и спасавање људи, материјалних добара у других вредности не-војним начинима и средствима у миру и ванредним ситуацијама.
Битан чинилац који покреће друштвене снаге на организовање управљања у систему цивилне одбране везан је за развој безбедносне културе државних органа, органа локалне самоуправе, правних и физичких лица. У области управљања важно је како се друштвено значење даје функцији цивилне одбране и у којој се мери заснива на стручним и научним релевантним чиниоцима, који утичу на ефикасност њеног остваривања.
Менаџерске активности у оквиру система цивилне одбране које се спроводе у свим земљама у функционалном смислу се односе на:
1. самозаштиту-самоодбрану и узајамну заштиту у случају угрожености
2. организовани начин узбуњивања у случају опасности које могу настати
3. заштиту од пожара
4. спасавање у случајевима различитих угрожености (опасности)
5. рашчишћавање рушевина насталих угрожавањима у миру и рату
6. пружање прве медицинске и санитетске помоћи угроженима
7. заштиту од атомског, биолошког и хемијског угрожавања
8. организовање збрињавања настрадалих и угрожених
9. заштиту стоке и животиња у случају угрожености
10. заштиту природе, флоре и фауне при угрожености
11. обавештавање становништва о долазећим опасностима
12. склањање људи, животиња и вредности у случају угрожености
13. заштиту здравља људи у свим стањима
14. заштиту културних добара
15. осигурање снабдевања становништва и привреде у свим ситуацијама
16. логистика и свака друга помоћ војним снагама
17. решења за функционисање привреде у различитим ситуацијама угрожености
18. организовање збрињавања и евакуације угроженог становништва и њихов смештај у неугрожена или мање угрожена подручја[3]

## Припреме система цивилне одбране
Главни чланак: Припреме система цивилне одбране
Припреме система цивилне одбране чине скуп нормативноправних, организацијско-планских, образовно-васпитних, кадровских и материјалних мера и активности које предузимају сви субјекти друштва у оквиру својих редовних послова у циљу оспособљава за функционисање у условима ванредних ситуација.
Припреме за цивилну одбрану и заштиту јесу неотуђиво право и обавеза свих државних органа и институција, правних и физичких лица и део њихове редовне делатности. Спроводе се у миру, а интензивирају у периоду непосредне ратне опасности и у другим ванредним ситуацијама. Оне треба да буду масовне, свестране, сталне, правовремене, планске и организоване. Морају бити усклађене са плановима развоја и материјалним могућностима органа и организација које их спроводе.
Припреме цивилне одбране обухватају:
- припреме државних органа и институција политичке власти
- припреме економског система земље
- припреме јавних служби и делатности
- припреме цивилне заштите
- мобилизацијске припреме друштва
- оспособљавање становништва за одбрану и заштиту и
- припремање и уређење територије[3]

### Стварање нове безбедносне културе у области цивилне одбране
Безбедносна култура се дефинише као скуп усвојених ставова, знања, вештина и правила из области безбедности, испољених као понашање и процес, о потреби, начинима и средствима заштите личних, друштвених и међународних вредности од свих облика и носилаца угрожавања, без обзира на место или време њиховог испољавања.
Безбедносна култура је условљена целином друштвеног стања и односа, и има велику улогу у остваривању друштвених циљева. Огледа се кроз сталну сарадњу, солидарност, поверење, колективни дух свих субјеката у друштву, па и оних који нису намењени, организовани нити опремљени да се професионално баве безбедношћу. На тај начин безбедносна култура постаје саставни део савременог друштва. Допринос безбедносне културе развоју цивилне одбране огледа се у њеном настојању да се у реализацији савременог концепта безбедности укључе сви грађани. Што је грађанин одговорнији према себи и друштву, то је више мотивисан да делује у случају разних видова угрожавања, а грађанин који има такву свест ће успешније остваривати своју одбрамбено-заштитну функцију. Безбедносна култура у различитим областима омогућава да се превентивно реагује како не би дошло до кризних ситуација. Тако, на пример, развијање еколошке свести и еколошких покрета као дела безбедносне културе, један је од кључних услова за решавање и превладавање еколошких криза, односно различитих облика угрожавања животне средине. У технологији и технолошким процесима безбедносна култура доприноси усвајању високих и ригорозних стандарда како би се смањио ризик од акцидената.

## Мере и активности
Анализом савремених система цивилне одбране може се уочити диференцијација мера и активности одбране и заштите са два гледишта: у односу на угрожености према којима су усмерене и у односу на вредности које се које штите и бране. У оба случаја ради се о три групе активности и мера:
1. опште активности и мере заштите, пре свега превентивног карактера, усмерене против свих опасности, односно на заштиту свих вредности
2. основне активности и мере заштите и одбране превентивног и оперативног деловања, усмерене против одређених опасности, односно на заштиту и одбрану одређених вредности и
3. посебне активности и мере, претежно професионално-оперативног деловања, усмерене према свакој појединој врсти угрожености, односно према сваком конкретном предмету заштите и одбране[6]

Међународним правом предвиђено је 15 основних мера цивилне заштите. Иако је термин „цивилна заштита” погоднији што се њиме избегава „војни призвук”, многи аутори ове термине посматрају као синониме. Са аспекта наше теме, чине нам се нужним разматрања о цивилној одбрани изложена у делу „Цивилна одбрана” Л.Џ. Вејла, који са аспекта међународног права види цивилну одбрану као нужно спровођење хуманитарних задатака чији је циљ да се заштити цивилно становништво, да се омогући да се оно „опорави од непосредних дејстава рата, непријатељстава или катастрофа” и да му обезбеди „неопходне услове за опстанак”. При томе, набраја следеће хуманитарне мере цивилне одбране:
1. упозорење
2. Евакуација
3. управљање склоништима
4. управљање мерама замрачивања
5. спасавање
6. санитетско обезбеђење, са првом помоћи и службом за верска питања
7. противпожарна заштита
8. откривање и обележавање опасних зона
9. деконтаминација и сличне заштитне мере
10. обезбеђење нужног смештаја и снабдевања
11. хитна помоћ при успостављању и одржавању реда у угроженим зонама
12. хитна поправка неопходних комуналних објеката
13. хитно уклањање мртвих
14. помоћ при одржавању објеката битних за опстанак и
15. допунске активности неопходне за извршење свих наведених мера, укључујући планирање и организацију.

Ове мере, мање-више, инкорпориране су у функционалне аспекте цивилне одбране већине земаља, тако да се могу схватити општеприхваћеним, без обзира на разлике у појединим системима.
Активности се могу огледати у следећем:
- информације и обука становништва
- упозорење на могућу или постојећи несрећу
- заштита и помоћ становништву
- санирање последица
- развој структура цивилне заштите[3]

### Значај едукације у успеху цивилне одбране
Значај образовног система у креирању опште и безбедносне културе код омладине, кроз едукативне програме наглашавају значај виталних вредности друштва и личних вредности појединца, механизме њиховог угрожавања и методологију њиховог угрожавања. Едукација учесника цивилне одбране је основна претпоставка успешног организовања и функционисања цивилне одбране, па тиме и оспособљавања организованих састава (јединица, штабови и други припадници цивилне заштите, служба осматрања и обавештавања) и грађана уопште.

## Не-оружано супротстављање
Главни чланак: Ненасилна цивилна одбрана
Сам појам ненасилне цивилне одбране може се дефинисати као одбрамбена политика цивилног друштва усмерена против војне агресије, политика која на плански и унапред припремљен начин комбинује одбијање сарадње и суочавање са противником како он не би био у стању да оствари своје циљеве, успостави и наметне становништву њему лојалан систем.
Померањем тежишта ратова из физичке сфере, преко енергетске, до менталне, планета се приближава тзв. савршеним „рату свих против свих”. Врхунац тог рата су психотронска дејства и утицај на мисли, вољу, осећања, нагоне, намере, инстинкт, интуицију, имагинацију и интелект људи. При томе, у жижи информационих, информатичких, психолошких и ненотехнолошких ратова је и биће информација, као космичка компонента садржана у енергији и материји. Неоружани облици агресије су увод у савршени рат и његова суштина. Сада је однос неоружаних облика агресије према оружаним 9:1, иако људи већином уочавају и схватају само оружане сукобе.
Будући да већ сада доминирају „информатичке операције”, „операције изван ратних стања”, „цивилне операције”, „мировне операције”, „наметање мира” и примена неубојног оружја, може се рећи да су стратегичари и доктринолози затечени неоружаним облицима агресије, те у стратегијама одбране већине земаља нису разрађене тезе за доктрине и регулативу, које би омогућиле да одбрамбени системи правовремено и оптимално реагују.
Бројни су показатељи да је примена неоружаних облика агресије потпуно природна и сасвим извесна. Најочевиднији докази су постојање организација попут група као што су „Илуминати”, „Лобања и кости”, „Малтешки витезови”, „Трилатерала”, „Билдерберг” и „Ем-Џи 12”. При томе, значајно је да се разуме да се људи од неоружаних облика агресије морају заштитити физички, а да је, због природе примењених метода и софистициране технике, која је већином енергетска и информациона, неопходна њихова заштита и у енергетској и менталној сфери.
Једини излаз је сведимензиона одбрана од универзалног непријатеља, заснована на новим научним сазнањима (посебно из области квантне физике) и уважавању нових садржаја рата.